# Antoine Cirri
 (décembre 2015).
Si vous disposez d'ouvrages ou d'articles de référence ou si vous connaissez des sites web de qualité traitant du thème abordé ici, merci de compléter l'article en donnant les références utiles à sa vérifiabilité et en les liant à la section « Notes et références ».
Antoine Cirri, né en 1955 est un musicien belge d'origine italienne.

## Biographie
Antoine Cirri grandit à Liège. Il pratique la musique pendant son adolescence, puis s’oriente vers une carrière de batteur professionnel à 25 ans.
Il travaille d'abord avec William Sheller, puis part à New York dans les années 1980 avec Pierre Vaiana. Il participe à différents projets, comme Sonastorie, une adaptation de L'Odyssée d'Homère, ou encore Caussimon en trois mots.
Depuis les années 2000, il est le batteur du groupe AJA quartette, au côté du guitariste Alain Pierre, et du saxophoniste Stéphane Mercier. Il enseigne aussi la batterie occasionnellement en Afrique du nord, au Congo, au Jazz Studio à Anvers et à l'Académie Marcel Désiron à Amay.